# Tom Seidmann-Freud

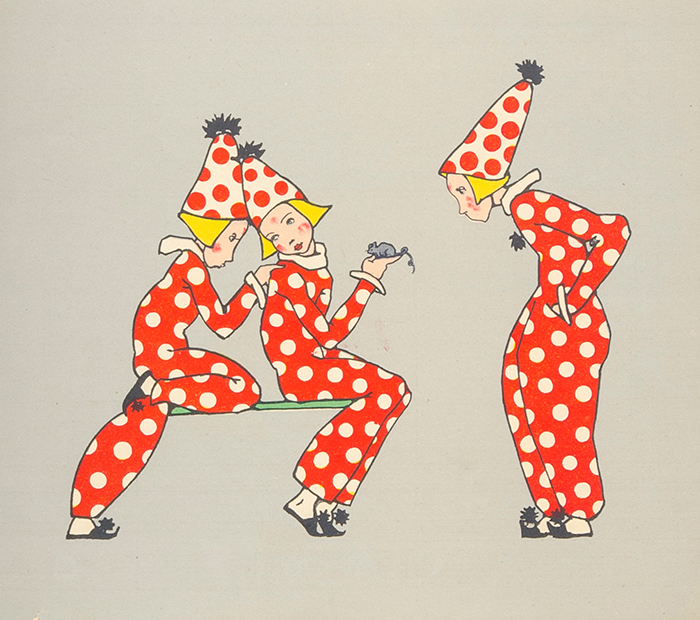
Ausschnitt aus Das neue Bilderbuch, Verlag Georg W. Dietrich, München 1918

Tom Seidmann-Freud (Geburtsname Martha Gertrud Freud; geboren 17. November 1892 in Wien, Österreich-Ungarn; gestorben 7. Februar 1930 in Berlin) war eine österreichische Malerin, Kinderbuchautorin und -illustratorin.

## Leben
Tom Seidmann-Freuds Mutter Maria „Mitzi“ Freud (1851–1942) war eine Schwester des Psychoanalytikers Sigmund Freud. Ihr Vater Maurice „Moritz“ Freud (1857–1920) war ein Cousin 2. Grades ihrer Mutter. Er war zur Zeit ihrer Geburt ein in Bukarest tätigen Kaufmann. Dies war der Grund, warum auch Martha die rumänische Staatsbürgerschaft erhielt.  Ab 1898 wohnte die Familie in Berlin, wo der Vater ein Importgeschäft eröffnete. Seidmann-Freud hatte zwei ältere Schwestern und einen jüngeren Bruder. Die älteste war Margarethe „Margit“ Freud (1887–1984); dann kam Lilly Freud (1888–1970), deren Zwillingsschwester bei der Geburt starb. Ihr Bruder Theodor, dessen Zwillingsbruder bei der Geburt starb, ertrank 1923 beim Baden. 
Im Alter von 15 Jahren nahm Seidmann-Freud den männlichen Vornamen Tom an und nannte sich Tom Freud. Sie besuchte nach dem Schulabschluss 1910 für ein halbes Jahr eine Kunstschule in London. Seidmann-Freud widmete sich Bilderbüchern im Jugendstil. Erste Erfolge stellten sich ab 1914 mit eigenen Veröffentlichungen ein.
Von 1918 bis 1920 lebte sie in München. Im Jahr 1920 lernte sie den Schriftsteller Jakob „Jankew“ Seidmann (1883–1929) kennen. Die beiden heirateten und bekamen eine Tochter. Angela „Awiwa“ (1922–2011), die 1938 mit einem Kindertransport nach Palästina gerettet wurde. Das Paar arbeitete intensiv zusammen. Sie gründeten den Peregrin-Verlag, der sich mit religiösen Themen speziell für die ostjüdischen Zuwanderer befasste.

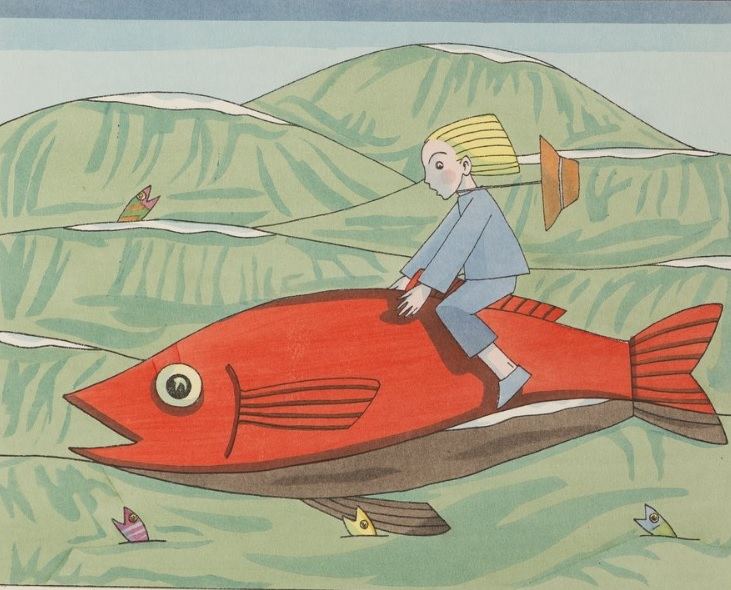
Ausschnitt aus: Die Fischreise, Peregrin-Verlag, Berlin 1923

Ihr bekanntestes Werk ist das – ebenfalls im Peregrin-Verlag erschienene – Bilderbuch Die Fischreise aus dem Jahre 1923. Die Illustrationen weisen Stilelemente von Neuer Sachlichkeit und Expressionismus auf und sind von außerordentlicher Klarheit und Schönheit. Geschildert wird der Traum eines Jungen: Peregrin träumt. Peregrin, das ist der Ausländer, der Fremde, der Bürger zweiter Klasse. Peregrin träumt von einem Fisch, der ihn in eine Traumwelt bringt. „Es spricht der Fisch: Komm mit, die Welt ist weit und viele Ufer sind!“ Peregrin landet so in einer paradiesischen Traumwelt, in der alles so ist, wie es sein soll: „Dies Land ist das beste, das ich mir denken kann, es sind die Tage Feste, die Welt ist da sehr eben, und hell ist es zu leben von nun und immer an!“
Im Romanischen Café, einem namhaften Berliner Künstlerlokal, wurde Tom Seidmann-Freud von Herbert Stuffer für seinen gleichnamigen Kinderbuchverlag angeworben. Sie gestaltete daraufhin Das Wunderhaus (1927) und Das Zauberboot (1929), zwei Spiel- und Verwandlungsbücher „zum Drehen, Bewegen und Verwandeln“ (so die Untertitel). Es wurden Bestseller mit hohen Auflagen. Vier Spielfibeln folgten 1930, sie waren keine Schulfibeln, sondern richteten sich an Kinder, die vor- und außerschulisch für das Lesen und Schreiben bzw. das Rechnen angeregt werden sollten. Auch diese Bücher erlebten mehrere Neuauflagen, zuletzt 1949. Da die Schreibaufgaben in Sütterlinschrift gestellt waren, waren dem Vertrieb des Nachdrucks aus dem Jahr 1949 Grenzen gesetzt.
Während der Weltwirtschaftskrise im Herbst 1929 ging der Peregrin-Verlag bankrott, und Jankew Seidmann nahm sich das Leben. Tom Seidmann-Freud erkrankte daraufhin an einer schweren Depression, von der sie sich nicht mehr erholte. Am 7. Februar 1930 starb sie an einer Überdosis Schlaftabletten. Sie wurde neben ihrem Mann auf dem Jüdischen Friedhof Berlin-Weißensee beigesetzt. Ihre Mutter Marie wurde 1942 von Wien nach Treblinka deportiert und dort ein Opfer des Holocaust.

## Werke (Auswahl)

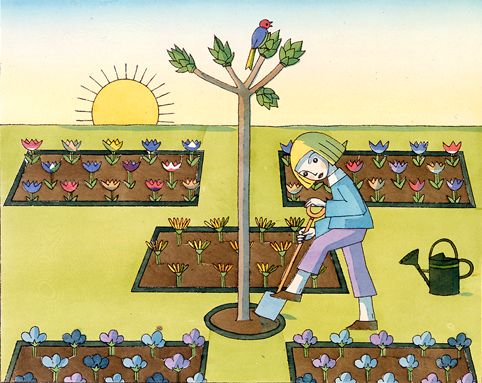
Ausschnitt aus Die Fischreise, Peregrin-Verlag, Berlin 1923

- Das Baby-Liederbuch. Bilder und Verse von Tom Freud. Berlin: Reuß & Pollack 1914.
- Das neue Bilderbuch. Von Tom Freud. Text von Stora Max. München: Georg W. Dietrich Hofverleger 1918.
- David the Dreamer. His Book of Dreams. By Ralph Bergengren. Illustrated by Tom Freud. Boston: The Atlantic Monthly Press 1922.
- Das Buch der Dinge. Ein Bilderbuch für ganz kleine Kinder von Tom Seidmann-Freud. Berlin: Mauritius 1922.
- Die Fischreise. Ein Bilderbuch von Tom Seidmann-Freud. Berlin: Peregrin 1923.
  - Peregrin and the Goldfish. A picturebook by Tom Seidmann-Freud. New York: The Macmillan Comp. 1929.
- Buch der Hasengeschichten. Ein Bilderbuch von Tom Seidmann-Freud. Berlin: Peregrin 1924.
- Das Wunderhaus. Ein Bilderbuch zum Drehen, Bewegen und Verwandeln von Tom Seidmann-Freud. Berlin: Herbert Stuffer 1927/1929/1931.
- Das Zauberboot. Von Tom Seidmann-Freud. Ein Bilderbuch zum Drehen, Bewegen und Verwandeln (Das neue Wunderhaus). Berlin: Herbert Stuffer 1929/1930/1935.
  - The magic boat. By Tom Seidmann-Freud. A book to turn, move and alter. Berlin: Herbert Stuffer 1935.
- Buch der erfüllten Wünsche. Ein Bilderbuch von Tom Seidmann-Freud. Potsdam: Müller & Kiepenheuer 1929.
- Hurra, wir lesen! Hurra, wir schreiben! Eine Spielfibel von Tom Seidmann-Freud. [Spielfibel Nr. 1] Berlin: Herbert Stuffer 1930/1932/1934/1949.
- Spiel-Fibel Nr. 2. Von Tom Seidmann-Freud. Berlin: Herbert Stuffer 1931.
- Hurra, wir rechnen! Spielfibel No. 3 von Tom Seidmann-Freud. Berlin: Herbert Stuffer 1931/1946.
- Hurra, wir rechnen weiter! Spielfibel No. 4 von Tom Seidmann-Freud. Berlin: Herbert Stuffer 1932.
- David the Dreamer. His Book of Dreams. By Ralph Bergengren. Illustrated by Tom Freud. First Hebrew Edition, Translated by Eyal Levin, with Essay by Yakir Segev, Tel Aviv: Hanina Gallery, 2020.

## Literatur

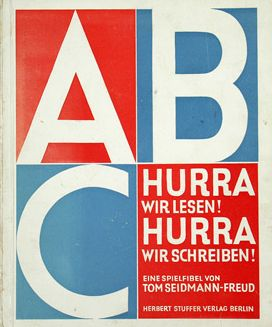
Spielfibel: Hurra, wir lesen Herbert Stuffer Verlag, Berlin 1930

## Weblinks

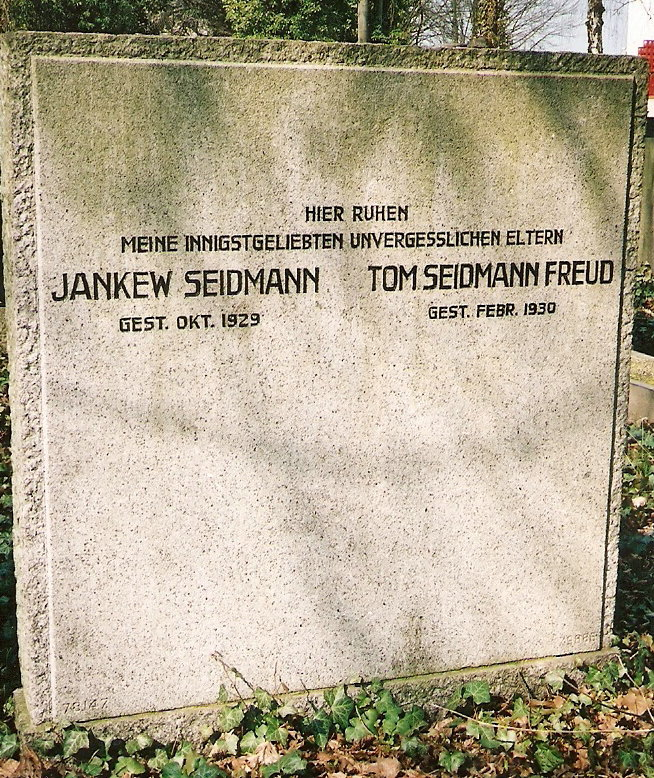
Grab Seidmann-Freud Weißensee

### Nachdrucke

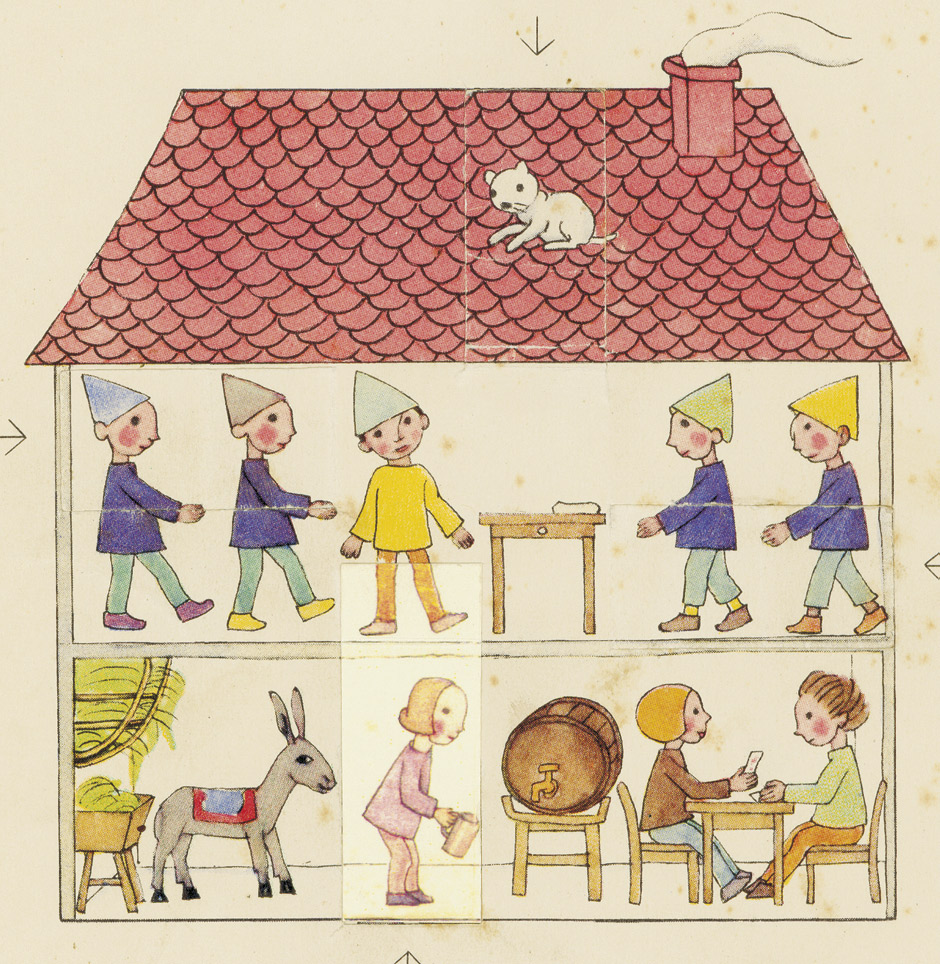
Ausschnitt aus: Das Wunderhaus. Ein Bilderbuch zum Drehen, Bewegen und Verwandeln. Herbert Stuffer Verlag Berlin 1927

Einige ihrer Bücher wurden in englischer, russischer, niederländischer und hebräischer Sprache herausgegeben. In neuerer Zeit sind die folgenden Nachdrucke erschienen:
- The magic boat. Greenwillow Books, New York, 1981, ISBN 978-0-510-00104-9
- Das Zauberboot. Text von Franz Martin. Annette Betz, Wien, München, 1982, ISBN 3-7641-0194-6
- Die Fischreise. edition progris, Berlin 2009, ISBN 978-3-88777-017-4
- Das Baby-Liederbuch. edition progris, Berlin 2012, ISBN 978-3-88777-021-1
- Buch der Hasengeschichten. Bokelberg, Hamburg 2017, ISBN 978-3-00-056025-5